# Антикоммунистический фронт Индонезии
Антикоммунистический фронт Индонезии (индон. Front Anti Komunis Indonesia) — индонезийская крайне правая военизированная организация. Создана в 2007 году радикальными антикоммунистами во главе с Бурхануддином ЗР, участником антикоммунистической резни 1965—1966. Выступает с позиций «нового порядка» времён правления Сухарто, поддерживает правомусульманские политические силы. Совершает нападения на левых активистов, бывших заключённых времён Сухарто и их родственников. Находится в оппозиции президенту Джокови.

## Создание
После свержения президента Сухарто в 1998 году в Индонезии наметилась тенденция к пересмотру оценок драматических событий середины 1960-х годов. В процессе общей либерализации снизилась жёсткость антикоммунистической политики. С середины 2000-х стали организовываться родственники жертв антикоммунистической резни 1965—1966. Эти тенденции вызвали жёсткую реакцию со стороны правых сил — сторонников «нового порядка» Сухарто, мусульманских организаций, военно-полицейских кругов, непосредственных участников антикоммунистической чистки и членов их семей.
Одним из проявлений этой реакции стало создание в начале 2007 года Антикоммунистического фронта Индонезии (индон. Front Anti Komunis Indonesia, FAKI). В программе выражена приверженность принципам Панча Сила, традициям национальной армии и полиции и поставлена задача «защищать Индонезию от всех проявлений коммунизма и неокоммунизма» (под коммунизмом имеется в виду организационно-политическое наследие КПИ, под неокоммунизмом — левые и леволиберальные силы).

## Акции
Основателем Антикоммунистического фронта Индонезии стал правомусульманский активист из Джокьякарты Бурхануддин ЗР, известный под прозвищем Бурхан Топор. В 1965 году он принимал личное участие в массовых убийствах членов КПИ (кличка «Топор» происходит от применявшегося им орудия убийств).
Членами FAKI стали молодые правомусульманские активисты, склонные к тактике прямого действия. Структура напоминает KAP Gestapu и KASBUL 1960-х годов. Историческими авторитетами являются Сарво Эдди и Субхан ЗЭ.
FAKI проводит мероприятия политического и историко-просветительского характера. Поддерживает запрет на деятельность компартии, введённый во времена Сухарто, напоминает о жестокости индонезийских коммунистов, особенно о путче 1948 и убийстве генералов — национальных героев в 1965. Среди активистов FAKI есть родственники людей, подвергавшихся репрессиям со стороны КПИ в 1940—1960-х.
Члены имеют чёрную униформу, иногда носят оружие, на акции часто прибывают на мотоциклах. Отмечались угрозы и нападения на собрания левых организаций.

Тень антикоммунистического террора времён Сухарто ещё витает над островами Индонезии.

Наиболее известная акция произошла 27 октября 2013 в Джокьякарте: боевики FAKI напали на собрание 65 заключённых режима Сухарто и членов их семей. Несколько человек были жестоко избиты. Активисты FAKI назвали собрание «попыткой реанимации коммунизма и заявили, что не допустят этого».
Организаторы собрания утверждали, что обсуждались лишь вопросы материальной помощи семьям и требовали привлечь к уголовной ответственности «агрессивную анархическую группировку». Однако начальник полиции Джокьякарты выразил симпатию антикоммунистической молодёжи и высказался в том плане, что не намерен подавлять антикоммунистические протесты. Со своей стороны, FAKI заявляет, что его силовые акции осуществляются в защиту ветеранов армии и полиции.
В августе 2017 года FAKI вместе с представителями мусульманских и националистических организаций активно участвовали в протестах против визита в Индонезию секретаря ЦК Компартии Вьетнама Нгуен Фу Чонга.
Серьёзные уличные беспорядки произошли в Джакарте 17 сентября 2017 — антикоммунистические активисты атаковали правозащитный институт, в котором проходило собрание бывших коммунистов и родственников убитых членов КПИ, вступили в столкновение с полицией.

## Политика
Ближайшим политическим союзником FAKI является правая националистическая партия Движение за великую Индонезию. На платформе антикоммунизма и противодействия китайскому и вьетнамскому влиянию FAKI активно сотрудничает мусульманскими движениями Нахдатул Улама и Мухаммадия, а также с такими радикальными группировками, как Фронт защитников ислама и организация ветеранов КАППИ. Кроме того, FAKI присоединился к антикоррупционной коалиции KAMPAK, сотрудничает с общественным организациями социальной защиты.
На президентских выборах 2014 года FAKI поддерживал кандидатуру генерала Прабово Субианто, выдвинутого правомусульманской коалицией. Однако победу одержал левоцентрист Джоко Видодо (Джокови).
FAKI жёстко критикует политику Джокови, особенно в части выражаемого сочувствия жертвам 1965—1966 годов. Организация выражает готовность всеми средствами противостоять коммунистам и левым. На вопросы о национальном примирении Бурхануддин ЗР отвечает, что «естественное примирение» состоялось при Сухарто — поскольку не все коммунисты были убиты, а многие даже освобождены из тюрем в 1970-х.
В 2016 году Антикоммунистический фронт Индонезии выступил с воззванием Ganyang PKI — Сокрушить КПИ. Авторы призвали дать отпор «наглым провокациям коммунистов», не допустить легализации КПИ, осудить правительственные уступки, сохранить антикоммунистические законы и символы времён Сухарто:

Коммунистическая партия и марксизм-ленинизм запрещены в Индонезии. Коммунистические активисты обязаны уважать законные права людей мирно жить без коммунистической идеологии.